# Proyecto de Estatuto de Autonomía de Cataluña de 1919

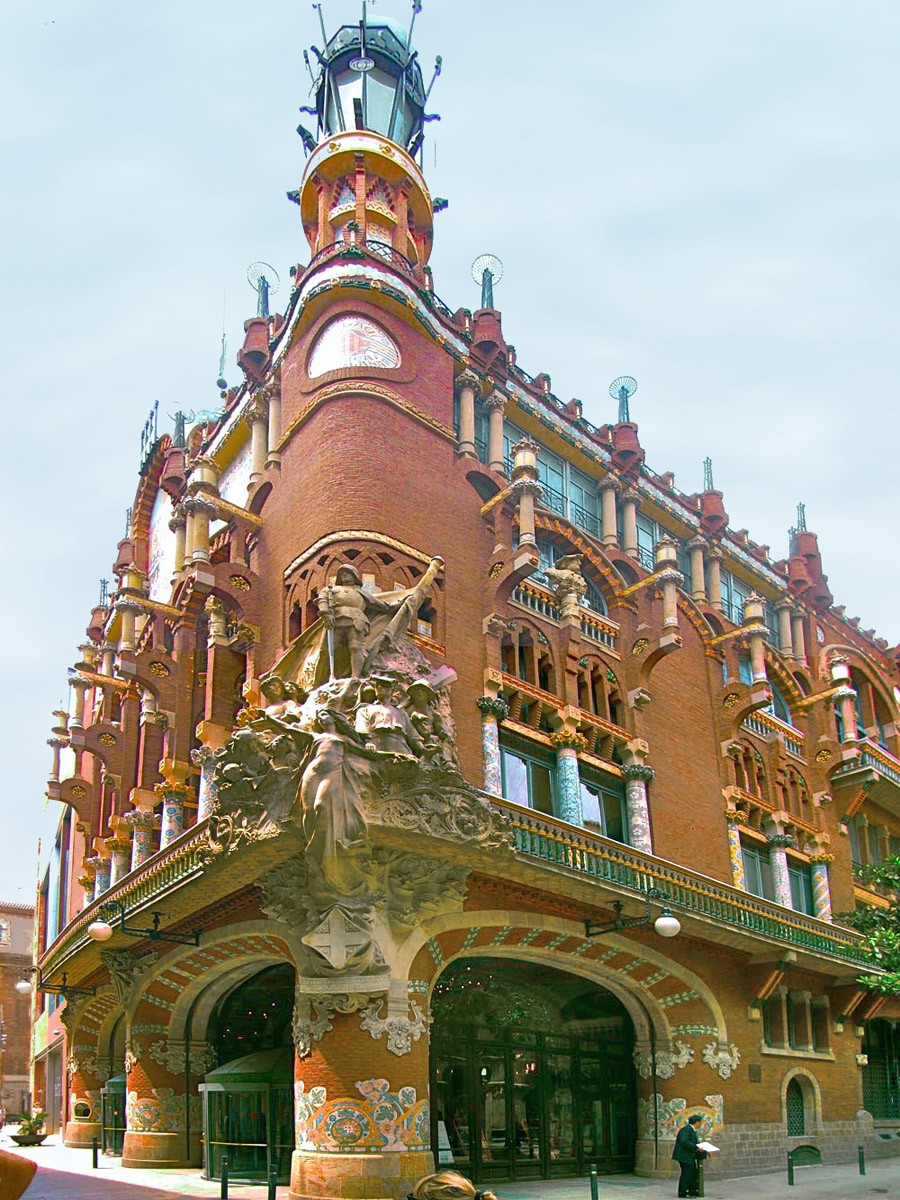
Palacio de la Música Catalana donde el 26 de enero de 1919 se reunieron los alcaldes y los delegados de los municipios catalanes para aprobar el proyecto de Estatuto de Autonomía propuesto por la Mancomunidad de Cataluña.

El Proyecto de Estatuto de Autonomía de Cataluña de 1919, también conocido como Proyecto de Estatuto de la Mancomunidad de Cataluña al haber sido elaborado en enero de 1919 por la Mancomunidad de Cataluña, fue el primer proyecto de Estatuto de autonomía que desde Cataluña se propuso para su aprobación por el parlamento español. El mismo se enmarca en la campaña autonomista catalana de 1918-1919 que desarrollaron las fuerzas políticas catalanas encabezadas por la Liga Regionalista de Francesc Cambó y por la propia Mancomunidad presidida por Josep Puig i Cadafalch, también miembro de la Liga. El proyecto fue aprobado en Barcelona el 25 de enero de 1919 por la Asamblea de la Mancomunidad de Cataluña y los parlamentarios catalanes que dos meses antes habían abandonado las Cortes en señal de protesta por el rechazo al proyecto de Bases para la autonomía de Cataluña que habían presentado. Al día siguiente, domingo 26 de enero, fue ratificado por los alcaldes y los delegados de los municipios catalanes reunidos en el Palacio de la Música Catalana. Sin embargo cuando fue presentado ante el parlamento español el gobierno del conde de Romanones y los partidos del turno se negaron siquiera a debatirlo.

## La elaboración del proyecto
Tras la retirada de las Cortes de los parlamentarios catalanes en noviembre de 1918, el gobierno del liberal conde de Romanones convocó una comisión extraparlamentaria para que redactara una propuesta de autonomía para Cataluña que sería llevada a las Cortes. El 21 de diciembre de 1918 los parlamentarios catalanes junto con la Asamblea de la Mancomunidad y los diputados de las cuatro diputaciones se reunieron en Barcelona para decidir si participaban en la comisión creada por el gobierno. Los partidos republicanos catalanes propusieron que los presentes se erigieran en asamblea constituyente y redactaran una propuesta de Estatuto de autonomía para Cataluña, mientras que los parlamentarios de los partidos dinásticos opinaban que había que formar parte de la comisión gubernamental. Finalmente se resolvió que el Consejo de la Mancomunidad y los parlamentarios adjuntos elaboraran un borrador de Estatuto, aunque sin descartar la posibilidad de acudir también a Madrid. El gobierno mostró su disgusto por

la omisión absoluta del decreto publicado creando la Comisión extraparlamentaria, hecho que tiene el valor de un requerimiento solemne dirigido a Cataluña, y el silencio que se guarda respecto a la potestad de las Cortes, a quienes toda aspiración autonomista tiene que someterse en definitiva.

El 29 de diciembre, dos días después de que se conocieran los 33 miembros de la comisión extraparlamentaria nombrada por el gobierno, el Consejo de la Mancomunidad y los vocales catalanes de la comisión, entre los que se encontraban Cambó y el presidente de la Mancomunidad, Puig i Cadafalch, se reunieron y decidieron no acudir a la comisión para no romper la unidad de los que apoyaban la autonomía ya que los republicanos se oponían. Además alegaron que también habían rehusado asistir determinados políticos que como Eduardo Dato, que tenía detrás un buen número de diputados, lo que imposibilitaba que lo que acordara la comisión después fuera refrendado por las Cortes. Como dijo un periódico republicano catalán, «la Comisión nació muerta […] y, al cabo, las Cortes decidirán en última instancia, anulando toda eficacia a la Comisión». A pesar de ello Romanones mantuvo la convocatoria.
El 11 de enero de 1919 presentó su proyecto la comisión extraparlamentaria. Aunque en él se introducían avances indudables —Cataluña dispondría de una asamblea denominada Diputación y de un gobierno con el nombre de Generalidad; las cuatro diputaciones provinciales desaparecían aunque el poder regional no tendría la potestad de modificar la división territorial provincial existente; se reconocía la cooficialidad del catalán, incluida la administración de justicia; también se establecía la posibilidad de crear una policía regional que se coordinaría con la estatal— se trataba más bien de un proyecto de descentralización administrativa ya que no se concedía al poder regional ninguna competencia exclusiva ni se le traspasaba ningún servicio del Estado y además se creaba una nueva figura, la del gobernador general de la región, que podía negarse a sancionar las disposiciones de la Diputación y de la Generalidad si consideraba que éstas contenían extralimitaciones. Además nombraba delegados en las cuatro provincias, gozaba de la potestad de disolver la asamblea regional (o Diputación) y de convocar nuevas elecciones si contaba con la aprobación del gobierno de Madrid, y mantenía las atribuciones de los gobernadores civiles en materia de libertad de imprenta, de asociación y de reunión, y de orden público —la Guardia Civil estaba bajo sus órdenes directas—. Los juristas catalanes nombrados por la Mancomunidad para que estudiaran el proyecto destacaron que los poderes concedidos al gobernador suponían un retroceso respecto de la relativa independencia que tenía la Mancomunidad «que no tiene contacto directo de ningún tipo con los gobernadores [civiles]».

## El proyecto
El 17 de enero de 1919, unos días después de que la comisión extraparlamentaria de Madrid presentara su proyecto, el Consell de la Mancomunidad y los parlamentarios adjuntos presentaron en Barcelona el suyo. En él proyecto introdujeron cuatro cambios sobre el de las bases de noviembre para posibilitar su aprobación por las Cortes. En primer lugar, se eliminaba la referencia a otros territorios de fuera de Cataluña que podrían incorporarse a la misma, para que no fuera acusado de ser un proyecto «pancatalanista». En segundo lugar, se enumeraban las competencias que corresponderían al poder regional, lo contrario de lo que se había hecho en las bases en las que sólo se enumeraban las competencias del Estado por lo que todas las que no estuvieran incluidas en la lista corresponderían a la región autónoma. En tercer lugar, se renunciaba a la comisión mixta y paritaria establecida en las bases y que era la encargada de dirimir los conflictos de competencias, pasando esta potestad al parlamento español, por lo que se dejaba que éste fuera juez y parte. En cuarto lugar, se incorporaba la figura del gobernador general con prácticamente las mismas facultades que las que tenía en el proyecto de la comisión extraparlamentaria de Madrid, aunque se le quitaba la competencia sobre el orden público. En conclusión, como ha destacado el historiador Albert Balcells, "el proyecto de estatuto de la Mancomunidad de 1919 contenía concesiones substanciales al poder central en comparación con las bases redactadas en noviembre de 1918 en los cuatro aspectos que habían sido más criticados en Madrid en el debate parlamentario que había provocado la retirada de los diputados catalanes".
El proyecto de Estatuto de la Mancomunidad mantenía el parlamento regional bicameral propuesto en las bases, con un senado elegido por los concejales de los ayuntamientos y un congreso elegido por sufragio universal, mediante el sistema electoral mayoritario excepto en la circunscripción constituida por la ciudad de Barcelona que sería proporcional. Los ministros del gobierno catalán, nombrados por el gobernador general, serían responsables ante las dos cámaras. Además de legislar sobre las materias que el Estatuto declaraba como exclusivas del poder regional, el congreso y el senado catalanes podrían acordar modificaciones de las leyes aprobadas por las Cortes en determinadas materias, como la legislación social, por lo que sólo se aplicarían en Cataluña, siempre y cuando las Cortes no se opusieran.
En cuanto a las competencias que correspondían a Cataluña figuraba la enseñanza en todos sus grados, con la obligación de impartir el castellano en las escuelas de primaria; el régimen municipal y provincial, que incluía la facultad de modificar la división territorial de Cataluña; el derecho civil catalán, incluyendo la creación de un tribunal de casación; la organización de la Administración de justicia en Cataluña; las obras públicas, excepto las consideradas de interés general español; los teléfonos; los servicios forestales y agrícolas, incluyendo la desecación y rotura de tierras incultas; la beneficencia y la sanidad; y el orden público. Para financiar estos servicios se creaba una hacienda propia a la que se traspasarían las contribuciones directas. Por otro lado, en el Estatuto no figuraba ninguna definición de Cataluña, ni como «región autónoma» (Estatuto de Autonomía de Cataluña de 1932), ni como «nacionalidad» (Estatuto de Autonomía de Cataluña de 1979). Tampoco había un artículo que estableciera la oficialidad o cooficialidad del catalán.

### La aprobación del proyecto por la Asamblea de la Mancomunidad y por los ayuntamientos catalanes

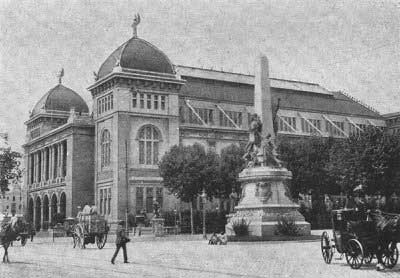
Exterior del Palacio de Bellas Artes de Barcelona donde se celebró un banquete ofrecido por la Mancomunidad a los alcaldes y delegados de los municipios catalanes que ese día, 26 de enero de 1919, habían aprobado el Proyecto de Estatuto de la Mancomunidad de Cataluña.

Los días 24 y 25 de enero de 1919 la Asamblea extraordinaria de la Mancomunidad y los parlamentarios catalanes debatieron ampliamente y aprobaron por unanimidad —los diputados y senadores catalanes de los partidos dinásticos también votaron a favor— el proyecto de Estatuto del Consell, que fue ratificado el domingo 26 por los alcaldes y los delegados de los ayuntamientos catalanes reunidos en el Palacio de la Música Catalana de Barcelona –de los 1072 municipios catalanes 1046, que representaban al 99% de la población, presentaron las actas en las que constaba su voto favorable—. En el Palacio Cambó dijo:

Nunca en Cataluña la voluntad del pueblo catalán había sido expresada en forma tan completa como lo está en este momento; lo que aquí se acuerde es indudablemente la expresión de la voluntad de Cataluña

.

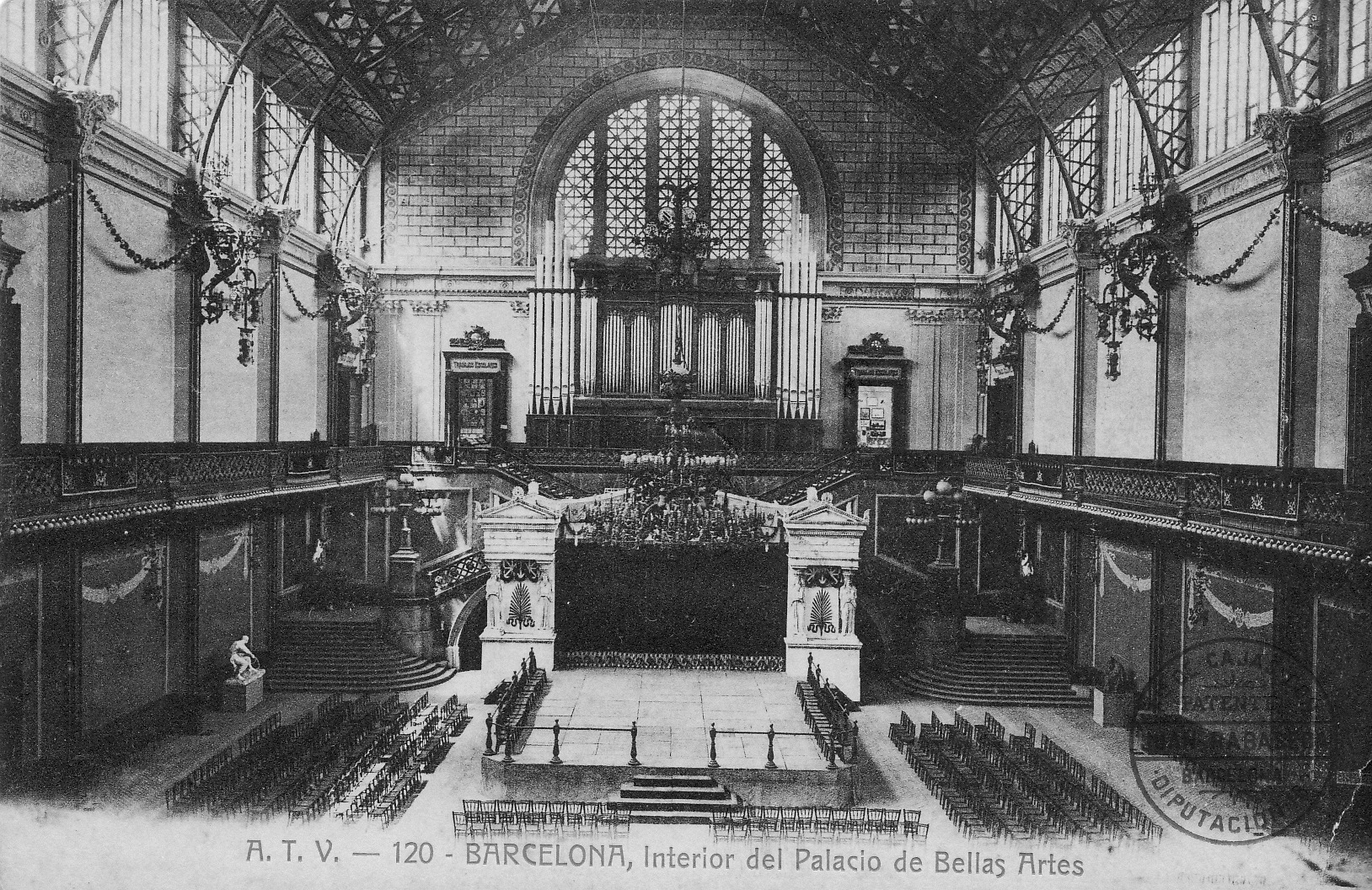
Salón de la Reina Regente del Palacio de Bellas Artes de Barcelona donde se aposentaron los asistentes al banquete ofrecido por la Mancomunidad

Los liberales y los conservadores (que estaban en el gobierno español) afirmaron que omitieron la disciplina del partido, y los tradicionalistas recordaron su defensa de la autonomía con las armas. Francesc Macià —hablando como independentista— dijo que era un estatuto moderado, pero el mejor que podía ser alcanzado. Finalmente, Largo Caballero, hablando como socialista, indicó que los trabajadores españoles creían que la autonomía catalana era el primer paso en la regeneración de España.
El proyecto de Estatuto de la Mancomunidad también consiguió la aprobación y el apoyo público de varias entidades cívicas y corporaciones tales como el Centro Regionalista Andaluz de Andalucía, el Barcelona Futbol Club, el Bloque Regionalista Castellano de Madrid o el Club Sports Catalunya de México.

### Estructura del texto
La estructura del estatuto de autonomía del de Cataluña, aprobado por la asamblea de la Mancomunidad es como sigue:
- Declaración Preliminar
- Primer título: Sobre el territorio de Cataluña. 
Incluye el Artículo número 1
- Segundo título: Sobre los ciudadanos catalanes. 
Incluye el Artículo número 2
- Tercer título: Sobre el gobierno de Cataluña. 
Incluye el Artículo número 3, 4 y 5
- Cuarto título: Posesiones y facultades exclusivas del poder regional. 
Incluye el Artículo número 6 y 7
- Quinto título: Sobre la intervención del poder regional en los asuntos regulados por la ley general. 
Incluye el Artículo número 8, 9, 10 y 11
- Sexto título: Sobre las finanzas regionales. 
Incluye el Artículo número 12 y 13
- Séptimo título: Sobre el parlamento regional. 
Incluye los artículos entre el número 16 y el 29
- Octavo título: Sobre el gobernador general y el poder ejecutivo regional. 
Incluye los artículos entre el número 30 y el 34
- Y una sección final de Anexos provisionales

## El debate en las Cortes y el rechazo del proyecto
Los parlamentarios catalanes volvieron a las Cortes para intentar que se aprobara el proyecto de Estatuto de la Mancomunidad. El 28 de enero de 1919 Francesc Cambó, líder de la Liga intervino en el Congreso de Diputados. Primero se refirió al apoyo prácticamente unánime que había recibido el proyecto de Estatuto de la Mancomunidad por parte de los ayuntamientos catalanes y se enfrentó a los que decían que rompía la unidad de España:

Esa manifestación de voluntad crea un derecho, crea el derecho más sagrado, el único fundamento legítimo de un poder y de una soberanía. Los que afirmen que esa voluntad auténticamente expresada y que estamos dispuestos a someter a la ratificación insuperable del plebiscito individual, que indudablemente la consagraría, los que entiendan que eso ataca la unidad de España, empiezan por declarar que hoy Cataluña está ya espiritualmente, en espíritu y en voluntad, separada de España. Pensadlo bien.

A continuación dijo que la aprobación del proyecto de la comisión extraparlamentaria que había respaldado el gobierno no resolvería la cuestión: «Al día siguiente de aprobado el proyecto del Gobierno, aun con todas las modificaciones compatibles con su naturaleza, el problema seguiría igual». Cambó acabó su intervención con unas frases desafiantes, tal como refleja el Diario de Sesiones: «Un pueblo en pie, unánime, que formula una aspiración (rumores) que se refiere al régimen de su vida interior, ¿creéis que en 1919, cuando se está forjando la Liga de Naciones, no tiene derecho a lo que solicita? (grandes rumores). Al gobierno y a los representantes de las fuerzas que puedan sustituirle les requiero para que expresen su opinión». Sin embargo, el gobierno mantuvo su posición de asumir como propio el proyecto de la comisión extraparlamentaria y no el de la Mancomunidad por lo que este no se llegó a debatir en las Cortes.
El 7 de febrero volvió a intervenir Cambó para oponerse al proyecto del gobierno y proponer que se debatiera el de la Mancomunidad, «porque nuestro Estatuto es un mínimum, porque para redactarlo tuvimos en cuenta que no nos asistía derecho para plantear un pleito de regateo, que en lo que podría transigirse debíamos transigir, y no teníamos que pedir nada más que lo que fuera absolutamente indispensable para que la autonomía de Cataluña fuese una realidad, no una ficción». Añadió a continuación que si lo que se pedía era visto como propuesta separatista eso equivalía a decir «que estamos ya separados espiritualmente y que la unión se mantiene por la fuerza». Después le echó en cara al presidente del gobierno su falta de apoyo al proyecto de la Mancomunidad con la frase: «Su señoría, como Fausto, para prolongar la vida ministerial ha vendido su alma al diablo». A lo que Romanones contestó entre risas: «¡Habría hecho un buen negocio!».
A continuación intervino en nombre de la comisión el liberal Niceto Alcalá Zamora para atacar el proyecto de la Mancomunidad alegando que había sido el resultado de una «deliberación ilegal de una asamblea irregularmente constituida […] ante la cual no tenemos que claudicar» y manifestándose absolutamente contrario al traspaso de las competencias que el proyecto atribuía a Cataluña. El presidente del gobierno Romanones intervino después para decir que sólo se discutiría el proyecto de la comisión extraparlamentaria. Al llegarse a este punto muerto los diputados catalanes republicanos, regionalistas y tradicionalistas, pero no los de los partidos dinásticos, presentaron una moción el 18 de febrero para que se realizara en Cataluña un plebiscito sobre la autonomía. Para apoyar la propuesta intervino Cambó tres días después:

… nuestro problema es el siguiente: un pueblo, el pueblo catalán, durante siglos ha vivido constituido en Estado independiente y ha producido una lengua, un derecho civil, un derecho político y un sentimiento general que ha caracterizado la expresión de su vida. Y este pueblo se unió primero a la Corona de España, luego la incorporación fue total con el estado, y en siglos de convivencia se han creado intereses comunes, se han creado trabazones espirituales que establecen una fórmula de patriotismo común que sería insensato querer destruir; pero a la vez, esta personalidad que había tenido una vida propia, independiente, subsiste, y no ha desaparecido; han persistido la lengua, el derecho, el sentido jurídico y el espíritu público propio, y todo eso, que era un hecho biológico mientras no había un fenómeno de voluntad que le convirtiese en un hecho político. Esta voluntad, ¿qué dice, qué expresa, qué quiere? Quiere que para todo lo que sea vida propia interior de Cataluña, Cataluña tenga plenitud de soberanía para regirse, y que en todo lo que afecte a lo que mira más allá de sus fronteras, no haya más que una unidad que sea España.

El presidente del gobierno Romanones declaró que se oponía al referéndum y que reconocía la voluntad de los catalanes de tener un estatuto de autonomía pero que no necesariamente debía ser el de la Mancomunidad. Finalmente Romanones cerró las Cortes el 27 de febrero –precisamente el día en que iba a votarse la propuesta del plebiscito catalán— aprovechando el conflicto social que había estallado en Barcelona a raíz de la huelga de La Canadiense. Los impulsores de la campaña autonomista con Cambó a la cabeza decidieron entonces no impulsar ningún movimiento de resistencia civil o de boicot municipal sino que dieron por finalizada la campaña autonomista catalana de 1918-1919. Como ha señalado Albert Balcells, "después fue muy fácil decir que la huelga de la Canadiense había impedido desencadenar el boicot municipal. Pero es evidente que no se podía preparar el Somatén como fuerza antisindicalista a las órdenes del capitán general [ante quien desfiló en Barcelona el 12 de enero] y, al mismo tiempo, programar un movimiento de desobediencia civil que tendría que haberse enfrentado al capitán general". Además no hay que olvidar que se acababa de constituir la españolista Unión Monárquica Nacional (UMN) que constituía una amenaza seria para la hasta entonces hegemónica Liga Regionalista y para el movimiento autonomista, que hasta entonces había contando con casi todos los parlamentarios catalanes de los partidos dinásticos.